# إيغل (كولورادو)
إيغل (بالإنجليزية: Eagle, Colorado)‏ هي بلدة تقع في مقاطعة إيغل، كولورادو بولاية كولورادو في الولايات المتحدة. تبلغ مساحتها 6.1 (كم²)، وترتفع عن سطح البحر 2012 م، بلغ عدد سكانها 6508 نسمة في عام 2010 حسب إحصاء مكتب تعداد الولايات المتحدة وتصل الكثافة السكانية فيها 1066.9 نسمة/كم2.

## وصلات خارجية
- Town of Eagle
- The US50 - Cities and Towns in Colorado State
- Colorado Cities and Towns, Facts, Map, Flag, Colleges, Government, and More